# Żnin-Zachód (gromada)
Żnin-Zachód (do 30 XII 1961 Żnin) – dawna gromada, czyli najmniejsza jednostka podziału terytorialnego Polskiej Rzeczypospolitej Ludowej w latach 1954–1972.
Gromady, z gromadzkimi radami narodowymi (GRN) jako organami władzy najniższego stopnia na wsi, funkcjonowały od reformy reorganizującej administrację wiejską przeprowadzonej jesienią 1954 do momentu ich zniesienia z dniem 1 stycznia 1973, tym samym wypierając organizację gminną w latach 1954–1972.
Gromada Żnin z siedzibą GRN w mieście Żninie (nie wchodzącym w jej skład) powstała 31 grudnia 1961 w powiecie żnińskim w woj. bydgoskim w związku z przemianowaniem gromady Żnin na gromada Żnin-Zachód. Przyczyną zmiany nazwy było równoczesne utworzenie gromady Żnin-Wschód (również z siedzibą w Żninie), a celem ujednoznacznienie dwóch gromad w tym samym powiecie o tym samym członie.
1 stycznia 1969 do gromady Żnin-Zachód włączono grunty rolne o powierzchni ogólnej 924,88 ha z miasta Żnina w tymże powiecie.
Gromada przetrwała do końca 1972 roku, czyli do kolejnej reformy gminnej. 1 stycznia 1973 w powiecie żnińskim utworzono gminę Żnin.